# Hans Furler
Hans Furler (Lahr, 5 de junio de 1904-Achern, 29 de junio de 1975) fue un político alemán.

## Vida política
Fue miembro del Parlamento Bundestag, desde 1953 hasta 1972 como representante de Offenburg.  Hasta 1957 fue vicepresidente del Comité para la propiedad industrial e intelectual, también en 1957 fue brevemente presidente del comité especial "mercado común/EURATOM".  De 1959 a 1960 fue presidente del comité de asuntos exteriores.
De l955 a 1973 fue eurodiputado por la Unión Demócrata Cristiana de Alemania, parte del Partido Popular Europeo. Fue elegido dos veces presidente del Parlamento Europeo.
De 1956 a 1966 fue Presidente del Consejo alemán del Movimiento Europeo.

## Obras
- Das polizeiliche Notrecht und die Entschädigungspflicht des Staates, Diss.jur., Heidelberg 1928
- "Parlamente über den Nationen. Entwicklung, Zustand und Aussichten in Europa", in: Die Politische Meinung, 1957, Heft 11, p. 17–28.
- Reden und Aufsätze 1953–1957 (undated)
- Im neuen Europa. Erlebnisse und Erfahrungen im Europäischen Parlament, Frankfurt/Main 1963